# Tulpanrevolutionen
Tulpanrevolutionen var de folkliga protester och därav följande politiska omvälvningar som ägde rum i Kirgizistan sedan OSSE förklarat att parlamentsvalet 2005, som hölls den 27 februari och 13 mars det året för det nya enkammarparlamentet, inte uppfyllt kraven för att kallas fritt och demokratiskt.

## Historisk bakgrund
När Kirgizistan blev självständigt i samband med Sovjetunionens upplösning 1991 fanns hopp om demokratisk utveckling under president Askar Akajev. Med åren blev hans regim dock alltmer korrupt.

## Förlopp
Flera oppositionskandidater hindrades från att ställa upp och myndigheterna stängde oberoende medier under valet. När det officiella resultatet visade på en klar seger för president Askar Akajevs parti utbröt våldsamma protester i de sydliga provinserna. Oppositionens demonstranter tog kontroll över städerna Osj och Dzjalal-Abad.
Därefter följde vitt utbredda krav på att president Akajev och hans regim i Bisjkek skulle avgå.
Den 24 mars samlades 15 000 oppositionella demonstranter som intog presidentens administrationsbyggnad, varpå premiärminister Nikolaj Tanajev avgick. Presidenten flydde landet, först till grannlandet Kazakstan och sedan vidare till Moskva i Ryssland, där han fick politisk asyl. 
Samma dag annullerade Högsta domstolen valet och den oppositionelle ledaren Isjenbaj Kadyrbekov tog makten som interimspresident för en kort tid. Överhuset i det kirgiziska parlamentet valde den 25 mars en annan oppositionell ledare, Kurmanbek Bakijev, till president och premiärminister.
Den fängslade oppositionspolitikern Felix Kulov fritogs och anslöt sig till den nya regeringen.
Akajev avfärdade till en början händelserna som en kupp, men lämnade den 3 april in sin avskedsansökan till den kirgiziska ambassaden i Moskva och avgick från ämbetet den 4 april till förmån för Kurmanbek Bakijev.
Efter tulpanrevolutionen bibehölls tvåkammarparlamentet med samma ledamöter som innan parlamentsvalet 2005, och den nya regeringen gick igång med att utveckla ett nytt styrelsesätt för landet. Den 10 juli 2005 vann den sittande presidenten Bakijev presidentvalet med överväldigande majoritet, 88,9 % av rösterna, och insvors den 14 augusti i Bisjkek. Kulov avstod från att kandidera och fick istället överta posten som premiärminister.
Tidigt år 2006 sjönk det inledande allmänna stödet till den nya administrationen som ett resultat av dess oförmåga att lösa korruptionsproblemen som plågat landet sedan oavhängigheten från Sovjetunionen och på grund av mordet på tre parlamentsmedlemmar.
Den 2 november 2006 inleddes omfattande protester från oppositionen mot Bakijevs regering, vilken kritiserades för att inte ha lyckats stävja korruptionen och den ökande brottsligheten, samt att den konstitutionella reform som utlovats då Bakijev valdes i juli 2005 uteblivit. Den 7 november utbröt våldsamma sammandrabbningar mellan polis och demonstranter i Bisjkek. Parlamentet godtog den 8 november en ny konstitution, som godkändes av presidenten dagen därpå. Den 19 december avgick premiärminister Kulov från sin post, men återinsattes omedelbart av presidenten som tillförordnad premiärminister.
Då landets parlament den 26 januari avslagit president Bakijevs omnominering av Kulov ersattes denne den 29 januari av den tidigare jordbruksministern Azim Isabekov.

## Namnet
I början av oroligheterna använde massmedia olika beteckningar på protesterna som den "rosa", "citrongula", "silkes-", "prästkrage-" eller "sandpappers-revolutionen", med anspelning på sammetsrevolutionen i Tjeckoslovakien, rosenrevolutionen i Georgien och den orangea revolutionen i Ukraina. 
President Akajev använde själv namnet "tulpanrevolutionen" i ett tal i vilket han varnade för motståndsrörelsen och det blev denna term som kom att bli den allmänt använda.